# Apéndice-Insel
Die Apéndice-Insel (spanisch Islote Apéndice ‚Blinddarminsel‘; im Vereinigten Königreich Sterneck Island; in Chile Isla Rivera) ist eine Insel vor der Westküste des Grahamlands im Norden der Antarktischen Halbinsel. Sie liegt nordwestlich des Charles Point in der Hughes Bay. Während der antarktischen Sommermonate ist die Insel eisfrei und von Moosen und Flechten bewachsen.
Der Name der Insel ist erstmals auf offiziellem argentinischem Kartenmaterial aus dem Jahr 1957 verzeichnet. Die Benennung ist deskriptiv, da die Insel in ihrer Form an diejenige eines Blinddarms erinnert. Namensgeber der alternativen Benennungen sind der österreichische Geophysiker und Geodät Robert Daublebsky von Sterneck (1839–1910) bzw. Carlos Rivera, Funker auf der 1. Chilenischen Antarktisexpedition (1946–1947).